# Ивахново (Ленинградская область)
Ивахново — деревня в Лидском сельском поселении Бокситогорского района Ленинградской области.

## История
Согласно X-ой ревизии 1857 года:

ИВАХНОВО — деревня, принадлежит Бенуа: хозяйств — 1, жителей: 10 м. п., 8 ж. п., всего 18 чел.

По земской переписи 1895 года:

  
ИВАХНОВО — деревня, крестьяне бывшие Бенуа: хозяйств  — 5, жителей: 24 м. п., 22 ж. п., всего 46 чел.

В конце XIX — начале XX века деревня административно относилась к Верховско-Вольской волости 1-го земского участка 3-го стана Устюженского уезда Новгородской губернии.

ИВАХНОВО — деревня Ольешского сельского общества, число дворов — 6, число домов — 13, число жителей: 32 м. п., 25 ж. п.; Занятие жителей: земледелие, лесные заработки. Река Колпь. (1910 год)

По данным 1933 года деревня Ивахново входила в состав Коробищенского сельсовета Ефимовского района.
По данным 1966 и 1973 годов деревня Ивахново входила в состав Коробищенского сельсовета Бокситогорского района.
По данным 1990 года деревня Ивахново входила в состав Ольешского сельсовета.
В 1997 году в деревне Ивахново Ольешской волости проживали 23 человека, в 2002 году — 17 человек (все русские).
В 2007 году в деревне Ивахново Заборьевского сельского поселения проживали 13 человек, в 2010 году — 12 человек. 
Со 2 июня 2014 года — в составе вновь созданного Лидского сельского поселения Бокситогорского района.
В 2015 году в деревне Ивахново Лидского СП проживали 12 человек.

## География
Деревня расположена в восточной части района на автодороге 41К-041 (Ольеши — Нечаевская).
Расстояние до посёлка Заборье — 30 км.
Расстояние до ближайшей железнодорожной станции Заборье — 34 км. 
Деревня находится на правом берегу реки Колпь.

## Демография
| 1997 | 2002 | 2007 | 2010 | 2017 |
| ---- | ---- | ---- | ---- | ---- |
| 23   | ↘17  | ↘13  | ↘12  | ↘9   |

## Инфраструктура
На 1 января 2016 года в деревне было зарегистрировано 5 домохозяйств.